# John Bercow
John Bercow, né le 19 janvier 1963 à Edgware (Barnet), est un homme d'État britannique. Il est président de la Chambre des communes du Royaume-Uni de 2009 à 2019.
Issu d'une famille juive, il est sorti diplômé de l'université de l'Essex en 1985. Membre du Parti conservateur depuis sa jeunesse, il est élu député pour la circonscription de Buckingham à l'issue du scrutin général de 1997, largement favorable au Parti travailliste de Tony Blair.
En 2001, Bercow est promu au cabinet fantôme de l'opposition, dans lequel il est chargé du portefeuille du Trésor, sous la direction d'Iain Duncan Smith, mais quitte l'institution en 2002, avant d'être chargé du Développement international, sous la conduite de Michael Howard, en 2003 ; il est limogé l'an suivant, en 2004, car étant en désaccord avec le chef de l'Opposition.
En 2009, John Bercow se déclare candidat à la succession du président de la Chambre, Michael Martin, démissionnaire après avoir été contesté dans sa gestion du scandale des notes de frais des parlementaires. Il est élu à l'issue du troisième tour de scrutin, devenant le 157e président de la Chambre des communes du Royaume-Uni. Comme le veut la règle, il quitte le Parti conservateur pour siéger sans étiquette.
Le 9 septembre 2019, il annonce à la Chambre des communes sa décision de quitter son rôle de Speaker et quitte définitivement le siège le jeudi 31 octobre de la même année.
En juin 2021, il annonce rejoindre l'opposition travailliste, car, selon lui, « le seul moyen de remplacer Boris Johnson est d'élire un gouvernement travailliste ». Il confirme ainsi son opposition à la ligne du gouvernement Johnson.

## Biographie

### Éducation
John Bercow, fils d'un chauffeur de taxi, naît le 19 janvier 1963 à Edgware, dans le Grand Londres. Ses grands-parents paternels, de confession juive, sont originaires de Roumanie et ont anglicisés leur nom "Berkowitz" en "Bercow".
Brillant élève, il sort diplômé d'une mention Très bien de l'université d'Essex en 1985. L'un de ses professeurs, Anthony King, se souvient d'un « étudiant exceptionnel ». Jeune militant du Parti conservateur, il fréquente le Conservative Monday Club, courant d'étudiants conservateurs, mais le quitte car n'approuvant pas certaines de ses positions. Il dit plus tard qu'avoir adhéré à ce mouvement fut une « pure folie », regrettant d'avoir défendu des positions qu'il dit ne plus approuver.
Sorti diplômé de l'université, Bercow est désigné président de la Fédération des étudiants conservateurs (Federation of Conservative Students) en 1986 ; il sera le dernier président de cette association, dissoute par le président du Parti conservateur, Norman Tebbit.
Devenu banquier d'affaires, il entre au cabinet Saatchi & Saatchi, avant d'en devenir l'administrateur du conseil d'administration.

### Vie privée
En 2002, John Bercow a épousé Sally Bercow (Illman), ensemble ils ont eu 3 enfants et possèdent un chat s'appelant Order. Sa femme fut membre du Parti conservateur avant de devenir membre du Parti travailliste, faisant campagne pour son mari et également le Parti travailliste dans les élections générales de 1997. Cependant John Bercow et ses proches ont toujours nié la potentielle influence qu'aurait pu avoir sa femme dans son changement d'opinion politiques, particulièrement proches de l'extrême droite dans sa jeunesse.
Il fut membre du All-Party Parliamentary Humanist Group. En discutant du rôle du clergé dans le Parlement, il s'est décrit comme « une personne irréligieuse qui a un intérêt séculier envers un sujet important ».
Il est également un fan du club de foot Arsenal depuis janvier 1971 et va régulièrement voir des matchs avec l'un de ses fils.  

### Œuvres caritatives
John Bercow soutient de nombreuses associations. Il est le parrain d'une association pour la recherche des tumeurs cérébrales, Patchwork Foundation fondée par Harris Bokhari. Il soutient également d'autres association telles que Jami, une association juive pour la santé mentale. Il a plus récemment soutenu une collecte de fonds pour Children in Need.

### Carrière politique

#### Conseiller
En 1986, John Bercow est élu conseiller du Borough londonien de Lambeth pour le Parti conservateur, un mandat qu'il assume durant quatre ans. Âgé de vingt-trois ans lors de son élection, il est le plus jeune conseiller du Royaume-Uni.

#### Parlementaire
Candidat aux élections législatives de 1987 à Motherwell, puis au scrutin parlementaire de 1992 à Bristol, John Bercow est finalement élu membre de la Chambre des communes du Royaume-Uni à l'issue des élections de 1997 pour la circonscription de Buckingham. Il sera réélu lors des scrutins de 2001, de 2005 puis, en tant que « président de la Chambre demandant réélection », et donc sans opposition travailliste, de 2010 et de 2015.
Très à droite lors de ses années étudiantes, et lors de ses premières années comme député, il connaît une « transition remarquable sur l'échiquier politique », rejoignant l'aile gauche du Parti conservateur, et défendant des idées progressistes. En 2002, il est ministre du Travail et des pensions de retraite dans le cabinet fantôme, sous le chef de l'Opposition Iain Duncan Smith. Il démissionne pour marquer son opposition au conservatisme du parti sur la question des droits des homosexuels. Lorsque Michael Howard devient chef de l'Opposition fin 2003, il nomme Bercow ministre du Développement international dans le Cabinet fantôme de 2003, poste qu'il occupe jusqu'en 2005.

#### Président de la Chambre des communes

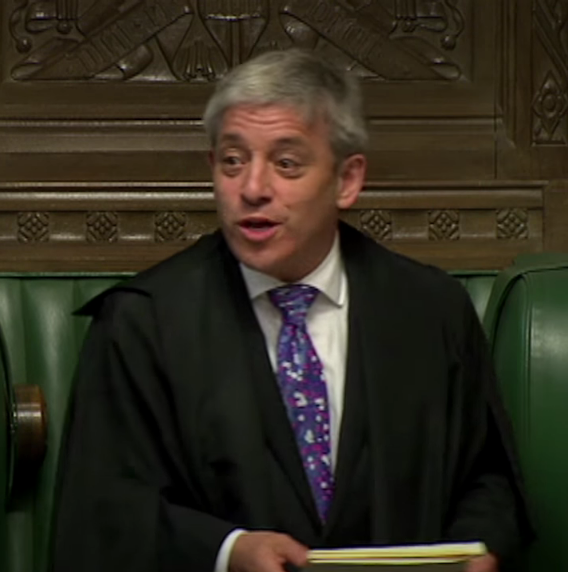
John Bercow présidant une session de la Chambre des communes en 2012.

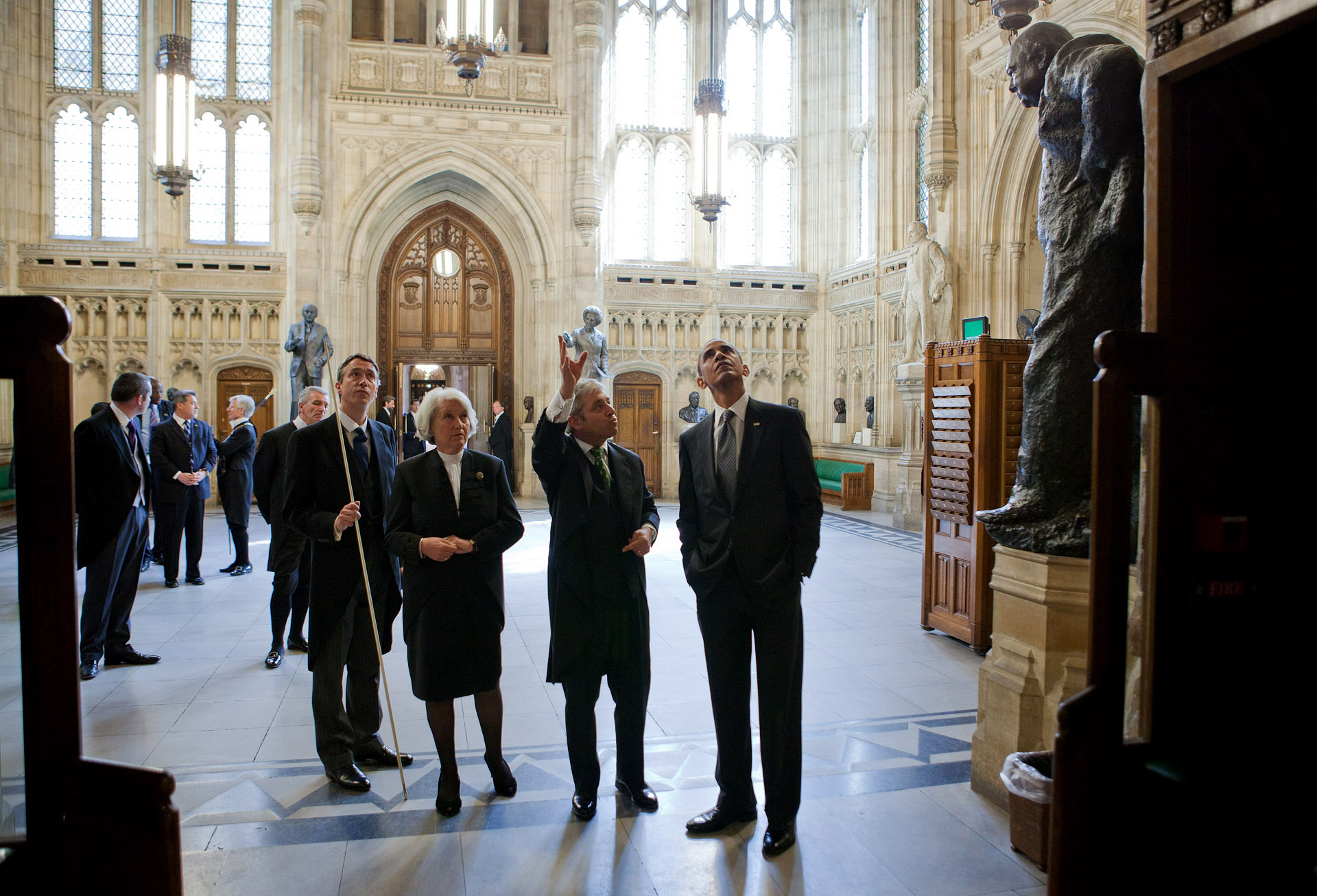
John Bercow, président de la Chambre des communes, et Helene Hayman, baronne Hayman, présidente de la Chambre des lords, accueillant le président américain Barack Obama dans l'enceinte du palais de Westminster en 2011, devant la statue de Sir Winston Churchill.

Le 22 juin 2009, les députés l'élisent président de la Chambre des communes, après la démission de son prédécesseur, le travailliste Michael Martin, dans le contexte difficile du scandale des notes de frais des députés britanniques. Sitôt connue son élection, le Daily Telegraph publie d'ailleurs les remboursements de notes de frais du député Bercow, qui n'apparaît pas comme sans reproche.
En tant que président de la Chambre, tenu à une stricte neutralité, il renonce à son affiliation politique et quitte le Parti conservateur. Il est un président réformateur, cherchant à intéresser et impliquer les citoyens dans ce qui se passe au Parlement. À ce titre, il rappelle fréquemment aux députés que leur comportement parfois bruyant et enfantin dans l'enceinte de la Chambre est néfaste pour l'image publique du Parlement, et ne cesse de les rappeler sèchement à l'ordre. Par souci de modernité, il se défait de la tenue habituelle du président de la Chambre, et notamment de la perruque, portant simplement une tenue de cérémonie noire et une cravate. Il fait ouvrir une crèche pour le personnel du Parlement. Surtout, il cherche à accroître l'influence et l'indépendance de la Chambre vis-à-vis de l'exécutif. Bien plus que ses prédécesseurs, il autorise les députés à demander la présence de ministres lors de certains débats, et contraint les ministres à venir à la Chambre répondre aux questions des députés. Il prolonge également les sessions de questions posées par les députés au Premier ministre les mercredi matin, afin que davantage de députés puissent y participer. S'il est admiré par une majorité, il est peu apprécié par les gouvernements de David Cameron, Theresa May et Boris Johnson,.
En 2017, il fait la une des journaux en refusant d'inviter le président américain Donald Trump à s'exprimer devant le Parlement malgré la demande de la Première ministre Theresa May. Il invoque notamment le polémique décret présidentiel 13769 signé par Trump, et est soutenu par une majorité de députés. En 2018, il déclare que Tommy Robinson est un individu répugnant, odieux, répulsif.
Le 18 mars 2019, il annonce qu'en application des règles de procédure parlementaire, il refuserait un troisième vote sur le traité de sortie de l'Union européenne négocié par Theresa May, du moins si la motion présentée n'est pas substantiellement différente de celle rejetée quelques jours plus tôt. Il fait de même le 21 octobre 2019, refusant au nouveau Premier ministre Boris Johnson le droit de faire voter deux fois de suite la Chambre des communes sur une même proposition relative au Brexit, et accroît de ce fait l'ire des partisans du Brexit à son encontre.
Fin août 2019, il qualifie de « scandale constitutionnel » la décision de Boris Johnson de proroger le Parlement durant cinq semaines avant d'introduire un nouveau discours du Trône. John Bercow y voit là une tentative de l'exécutif de brider la capacité du Parlement à débattre du Brexit, et accuse le Premier ministre de faire fi des principes constitutionnels de la démocratie parlementaire. Le 24 septembre, lorsque la Cour suprême du Royaume-Uni statue que cette prorogation est effectivement illégale, car ayant pour effet d'empêcher le Parlement d'exercer ses fonctions telles que prévues par la Constitution, John Bercow déclare immédiatement que la Chambre des communes siègera à nouveau dès le lendemain, afin que les députés puissent bien se prononcer sur les projets du gouvernement, dont ceux relatifs au Brexit,.
Malgré de nombreuses rumeurs et sa promesse de quitter son poste au bout de 9 ans, il confirme le 30 mai 2019 vouloir garder son rôle au moins jusqu'à ce que l'affaire du Brexit soit résolue. Le 9 septembre 2019, il annonce à la Chambre des communes sa décision de quitter ses fonctions en cas d'élections anticipées ou, au plus tard le 31 octobre 2019. Il préside une dernière fois les débats à la Chambre le 31 octobre, et quitte ainsi ses fonctions avant les élections législatives anticipées programmées pour le 12 décembre, auxquelles il ne se représente pas.
Résumant sa carrière, Deutsche Welle écrit que John Bercow a principalement fait en sorte de protéger les prérogatives du Parlement face au pouvoir de l'exécutif - et souligne également son humour dévastateur dans l'exercice de ses fonctions. Le 30 octobre 2019, avant-dernier jour de John Bercow à la Chambre, le doyen de la Chambre, le très respecté député conservateur Kenneth Clarke, loue lui aussi l'engagement de John Bercow contre les tentatives de gouvernements conservateurs successifs dans les années 2010 d'accroître l'autorité de l'exécutif aux dépens du Parlement. Reuters note que John Bercow « a atteint un statut de célébrité internationale » par ses rappels à l'ordre « tonitruants » dans la Chambre des communes, et par les reproches créatifs et mémorables qu'il adresse aux députés dissipés. La British Broadcasting Corporation (BBC) remarque de même qu'il est devenu « une figure culte sur les médias sociaux », et souligne son usage inhabituel de la langue anglaise : son emploi fréquent de termes peu usités. En France, Le Figaro note qu'« avec ses tonitruants «Order! Order!» lancés d’une voix caverneuse pour que les bancs turbulents des Communes fassent silence, John Bercow est devenu une célébrité mondiale. Cravates baroques et mimiques de cinéma ont parachevé une renommée qui ne va pas de soi pour un président de parlement ».
Libéré, par sa démission, de son devoir de neutralité, John Bercow exprime dès le début du mois de novembre 2019 sa pensée sur le Brexit, qu'il qualifie de « plus grosse erreur de politique étrangère du Royaume-Uni de l'après-guerre. [...] Le Brexit ne nous aide pas. Nous faisons partie d'un monde constitué de blocs de pouvoir et d'échanges. Mon sentiment est qu'il vaut mieux faire partie d'un bloc de pouvoir et d'échange que d'être seul ».
Alors que la tradition permet généralement aux anciens présidents ("speaker") de la Chambre des communes de siéger à la Chambre des Lords, la liste proposée par Boris Johnson en août 2020 n'intègre pas le nom de John Bercow. Cette tradition perdurait depuis deux siècles.
Il rejoint le Parti travailliste en juin 2021, déclarant vouloir contribuer à la chute du Premier ministre Boris Johnson. Il met également en cause un Parti conservateur « réactionnaire, populiste, nationaliste et parfois même xénophobe ». En réaction, le Secrétaire d'État à la Justice Robert Buckland rejette l'accusation du parti comme étant « xénophobe » et critique la décision de Bercow d'abandonner sa neutralité politique, ce qui aura pour conséquence de « diminuer la force de sa voix en politique ».

### Honneurs
- Membre du très honorable Conseil privé de Sa Majesté depuis 2009, lui donnant la qualification de très honorable à vie[37].
- Freedom of the City of London depuis le 4 juillet 2016[38].

### Blason

Blason de John Bercow, conçu par Hubert Chesshyre

En tant que président de la Chambre des Communes, John Bercow a comme ses prédécesseurs conçu son blason. Les trois couleurs, rouge, bleu et doré représentent les 3 partis (bleu pour les conservateurs, rouge pour les travaillistes et jaune pour les libéraux-démocrates), l'échelle représente son élévation sociale, les 4 balles représentent les 4 pays qui composent le Royaume-Uni (Angleterre, Pays de Galles, Écosse et Irlande du Nord) et son amour pour le tennis, les cimeterres le blason de l'Essex, où il a été à l'université et la phrase « All are Equal » séparés par de petits triangles roses représentent son engagement envers les droits des LGBTQ+.